# Monkhill
Monkhill är en stadsdel i Pontefract, i distriktet Wakefield, i grevskapet West Yorkshire, i England. Monkhill var en civil parish från 1866 till 1892 då den blev en del av Pontefract. Denna civil parish hade 86 invånare år 1881.